# Allan Marques Loureiro
Allan Marques Loureiro (nascut el 8 de gener de 1991), més conegut com a Allan és un futbolista brasiler que juga amb la SSC Napoli de la Serie A, i amb la selecció brasilera de futbol.
Té la doble nacionalitat brasilera i portuguesa.

## Palmarès
SSC Napoli
- 1 Copa italiana: 2019-20.

Selecció brasilera
- 1 Copa Amèrica: 2019.
- 1 Copa del Món sub-20: 2011.